# Countdown (série de televisão)
Countdown é uma série de televisão americana de drama policial criada e escrita por Derek Haas, estrelada por Jensen Ackles. Foi lançado no Amazon Prime Video em 25 de junho de 2025.

## Premissa
Depois que um oficial do Departamento de Segurança Interna é morto à vista de todos, o detetive do LAPD Mark Meachum é convocado para uma força-tarefa secreta com agentes disfarçados de várias agências policiais para rastrear o assassino. No entanto, a busca revela uma conspiração muito mais sombria do que qualquer um esperava, desencadeando uma corrida frenética para proteger uma cidade de milhões.

## Elenco

### Principal
- Jensen Ackles como Mark Meachum
- Jessica Camacho como Amber Oliveras
- Eric Dane como Nathan Blythe
- Violett Beane como Evan Shepherd
- Uli Latukefu como Lucas Finau
- Elliot Knight como Keyonte Bell

### Recorrente
- Merrick McCartha como Promotor Distrital Grayson Valwell[3]
- Jonathan Togo como Damon Drew

## Episódios
| N.º | Título                 | Dirigido por   | Escrito por | Exibição original     |
| --- | ---------------------- | -------------- | ----------- | --------------------- |
| 1   | "Teeth in the Bone"    | Jonathan Brown | Derek Haas  | 25 de junho de 2025   |
| 2   | "Dead Lots of Times"   | Avi Youabian   | Derek Haas  | 25 de junho de 2025   |
| 3   | "Happy Birthday Final" | Tess Malone    | Derek Haas  | 25 de junho de 2025   |
| 4   | "TBA"                  | TBA            | Derek Haas  | 2 de julho de 2025    |
| 5   | "TBA"                  | TBA            | Derek Haas  | 9 de julho de 2025    |
| 6   | "TBA"                  | TBA            | Derek Haas  | 16 de julho de 2025   |
| 7   | "TBA"                  | TBA            | Derek Haas  | 23 de julho de 2025   |
| 8   | "TBA"                  | TBA            | Derek Haas  | 30 de julho de 2025   |
| 9   | "TBA"                  | TBA            | Derek Haas  | 6 de agosto de 2025   |
| 10  | "TBA"                  | TBA            | Derek Haas  | 13 de agosto de 2025  |
| 11  | "TBA"                  | TBA            | Derek Haas  | 20 de agosto de 2025  |
| 12  | "TBA"                  | TBA            | Derek Haas  | 27 de agosto de 2025  |
| 13  | "TBA"                  | TBA            | Derek Haas  | 3 de setembro de 2025 |

## Produção
A série de 13 partes da Amazon MGM Studios foi criada por Derek Haas, que também é produtor executivo e showrunner da série. Jensen Ackles foi confirmado como parte do elenco em junho de 2024. Naquele mês, Eric Dane e Jessica Camacho se juntaram ao elenco. Violett Beane, Uli Latukefu e Elliot Knight se juntaram ao elenco em julho de 2024.
As filmagens estavam programadas para começar em Los Angeles em setembro de 2024 e em dezembro de 2024, fotos do set apareceram na mídia. Em março de 2025, membros do elenco anunciaram nas redes sociais que a produção havia sido encerrada.

## Lançamento
Countdown estreou em 25 de junho de 2025, com os três primeiros episódios disponíveis imediatamente e o restante estreando semanalmente até 3 de setembro de 2025.
A previsão é que Countdown seja exibido em distribuição em 2026, 18 meses após sua exibição original em streaming.

## Recepção
O site agregador de críticas Rotten Tomatoes relatou uma taxa de aprovação de 50% com base em 8 avaliações de críticos. O Metacritic, que usa uma média ponderada, atribuiu uma pontuação de 49 em 100 com base em 5 críticos, indicando "misto ou médio".